# Charles Margueritte
Charles Margueritte, né le 6 juillet 1913 à Caen (Calvados) et mort le 21 août 2002 à Passy (Haute-Savoie), est un homme politique et résistant français, d'orientation socialiste.

## Biographie
Après une scolarité au lycée Malherbe de Caen puis au lycée Louis-le-Grand à Paris, il fait ses études d'histoire et géographie à la Sorbonne de 1934 à 1938, où il obtient un diplôme d'études supérieures d'histoire en soutenant un mémoire sur Charles Esmangart (1736-1793), intendant de Basse-Normandie de 1775 à 1783, et devient professeur d'histoire-géographie.
Engagé dans les rangs socialistes dès 1935, aux côtés notamment de Max Lejeune, il prend part à partir de 1942 à la Résistance. Après la Libération, il entre dans plusieurs cabinets ministériels, notamment auprès de Marcel-Edmond Naegelen, Andrée Viénot et Max Lejeune, tout en étant secrétaire de la Fédération socialiste du Calvados de 1947 à 1959.
Opposé au retour au pouvoir du général de Gaulle, il quitte ensuite la SFIO pour rejoindre le Parti socialiste unifié (PSU) puis la Convention des institutions républicaines de François Mitterrand avant de prendre part à la création du nouveau Parti socialiste.
Il a été en 1962-1964 animateur dans un centre culturel en Tunisie, puis dans les années 1970 directeur de l'Institut supérieur de formation permanente de la Fédération Léo-Lagrange puis de l'ALEFIA, Association laïque pour l'éducation et la formation professionnelle des adultes.

### Mandats locaux
- 1947-1959 : conseiller municipal de Venoix, puis de Caen après fusion des deux communes
- 1955-1961 : conseiller général pour le canton Est de Caen
- 1971-1977 : adjoint au maire de Saint-Rémy-lès-Chevreuse (Yvelines)

### Mandats dans le cadre de l'Union française
- 1951-1956 : conseiller à l'Assemblée de l'Union française

### Mandat parlementaire
- 1956-1958 : Député du Calvados

## Distinctions et décorations
- Commandeur de la Légion d'honneur à titre militaire,
- Croix de guerre 1939–1945 (avec trois citations),
- Rosette de la Résistance,
- Médaille de la France libre,
- Medal of Freedom,
- Officier d'académie

## Situation familiale
Marié, il est le père de sept enfants, dont Bernard Margueritte, journaliste (Le Monde, Le Figaro, Europe 1).
`

## Sources et références
1. ↑  « ACCUEIL - ALEFPA », sur alefpa.asso.fr (consulté le 11 février 2024).